# 11073 Cavell
11073 Cavell eller 1992 RA4 är en asteroid i huvudbältet som upptäcktes den 2 september 1992 av den belgiske astronomen Eric W. Elst vid La Silla-observatoriet. Den är uppkallad efter den brittiska sjuksköterskan Edith Cavell.
Asteroiden har en diameter på ungefär 3 kilometer och den tillhör asteroidgruppen Nysa.